# Observatoire de Lyon
L'Observatoire de Lyon est un observatoire astronomique professionnel dont le site historique est situé à Saint-Genis-Laval, près de Lyon. Créé par décret en 1878 par le président Mac Mahon et fondé par l'astronome Charles André, c'est aujourd'hui un observatoire des sciences de l'univers ainsi qu'une école interne de l'université Claude-Bernard-Lyon-I qui réunit le Centre de recherche astrophysique de Lyon (CRAL) et le Laboratoire de géologie de Lyon : Terre, planètes, environnement (LGL-TPE). Les locaux de l'Observatoire se trouvent sur son site historique de Saint-Genis-Laval ainsi que sur les campus universitaires de La Doua et de Gerland. Dans ses premières années, en plus de sa mission d'observation céleste, l'observatoire assurait un service horaire pour la ville de Lyon ainsi que des mesures météorologiques. Tout au long du XXe siècle, les astronomes qui y travaillent étudient des champs de recherche variés comme les étoiles variables, les comètes et la haute atmosphère. Parmi les chercheurs qui se sont succédé à l'observatoire de Lyon, on retrouve notamment Jean Dufay, François Gonnessiat, Émile Marchand, Michel Luizet, Marie Bloch, Agop Terzan, Roland Bacon et Hélène Courtois. Son code UAI est 513.
Depuis les années 1980, plus aucune observation directe du ciel n'est réalisée depuis le site historique à des fins de recherche, notamment à cause de la pollution lumineuse de la métropole de Lyon. Les activités du CRAL se concentrent maintenant principalement sur la recherche fondamentale et l'instrumentation : il a notamment piloté la création de MUSE, un spectrographe 3D grand champ qui équipe le Très Grand Télescope depuis 2014. Le LGL-TPE, lui, participe notamment à plusieurs missions d'exploration martienne comme le programme ExoMars de l'Agence spatiale européenne.
Depuis le 21 avril 2008, la lunette équatoriale coudée de l'observatoire, la dernière au monde encore dans son état d'origine, fait l'objet d'un classement au titre des monuments historiques. Le reste du site de Saint-Genis-Laval et ses instruments faisait déjà l'objet d'une inscription depuis le 9 mai 2007.

## Historique

### Premiers observatoires lyonnais

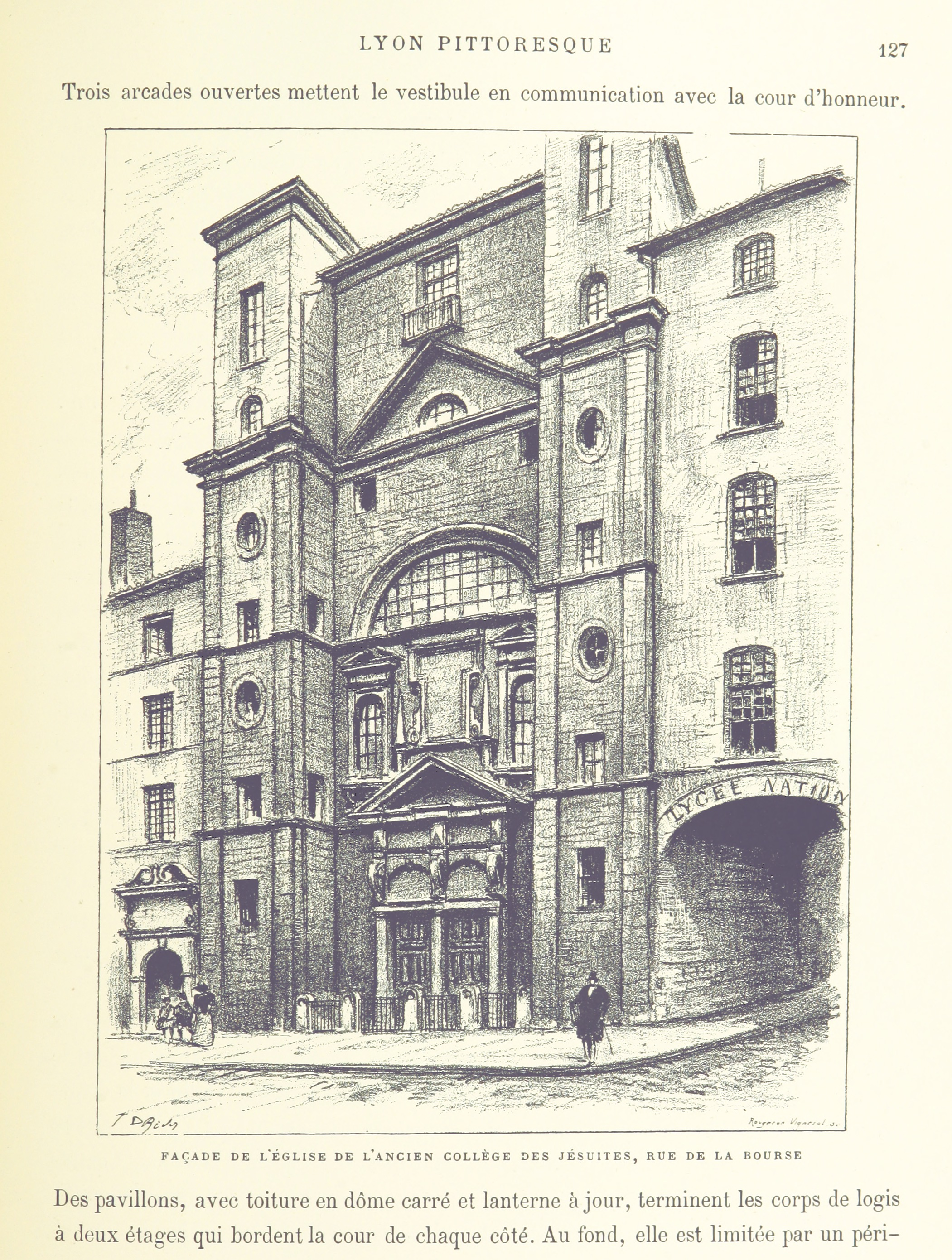
Illustration par Joannès Drevet de la façade de la chapelle de la Trinité où l'observatoire occupe le dernier étage.

En 1604, une chaire de mathématiques, dont l'astronomie est l'une des composantes, est fondée au collège jésuite de la Trinité. Honoré Fabri occupe cette chaire de 1640 à 1646 et, plus tard, une petite communauté scientifique se forme autour des pères Gabriel Mouton et Claude François Milliet Dechales. Cependant, les observations astronomiques restent peu nombreuses durant une grande partie du XVIIe siècle.
L'observatoire du collège à proprement parler est fondé en 1702 sur l'initiative de Jean de Saint-Bonnet, alors professeur de mathématiques, membre fondateur de l'Académie des sciences, belles-lettres et arts de Lyon et correspondant de Giovanni Domenico Cassini,. Ce nouveau bâtiment construit au sommet de la chapelle de la Trinité est destiné à l'enseignement et à la réalisation de mesures géographiques, notamment des longitudes. Malheureusement, Saint-Bonnet meurt en chutant d'un échafaudage durant les travaux et l'observatoire, une fois achevé, est peu utilisé.
Il faut attendre l'arrivée de Laurent Béraud en 1740 pour que l'observatoire devienne réellement actif et acquière une certaine notoriété. Une nouvelle petite communauté se forme autour de Béraud, qui devient officiellement le premier directeur de l'observatoire, et de ses élèves Jérôme Lalande et Charles Bossut mais cette période d'effervescence est de courte durée,. En 1762, les jésuites sont bannis du royaume et quittent l'observatoire avec ses instruments, ce qui le plonge de nouveau en léthargie avant d'être en grande partie détruit en octobre 1793 durant le siège de Lyon,. Les travaux de restauration ne débutent qu'en 1817 pour une durée de trois ans. Un nouveau directeur, François Clerc, collaborateur d'André-Marie Ampère, est nommé mais celui-ci ne parvient pas à redynamiser les activités de recherche de l'observatoire, sa localisation en centre-ville ne lui permettant plus de faire concurrence aux autres observatoires européens.
En 1834, lorsque la faculté des sciences de Lyon est fondée, la direction de l'observatoire revient au titulaire de la chaire d'astronomie. Auguste Bravais, Charles Briot puis Jean Frédéric Frenet succèdent à Clerc mais seules des mesures météorologiques peuvent être réalisées. Dans les années 1860, l'observatoire déménage dans une nouvelle extension du palais Saint-Pierre, rendant impossible tout travail de recherche autre que la météorologie,,.
En 1830, un particulier, Adolphe Gouhenant, qui sera choisi quelques années plus tard par Étienne Cabet pour conduire les premiers colons Icariens au Texas, entreprend la construction d'une tour-observatoire sur les hauteurs de Fourvière. Sans lien avec l'observatoire de Lyon alors dirigé par François Clerc, il s'agit d'un « temple pour les Arts et les sciences » de quatre étages, comportant notamment des salles d'exposition artistique ainsi qu'un observatoire astronomique et terrestre, dessiné par Jean-Marie Pollet sur le modèle de la tour des Vents d'Athènes. Gouhenant s'endette considérablement pendant ce projet : il fait faillite en janvier 1833 et la tour est vendue. En 1857, le clergé la rachète et supprime les deux derniers étages pour que la chapelle de Fourvière soit de nouveau le plus haut bâtiment de la colline,,.

### Création de l'observatoire de Lyon

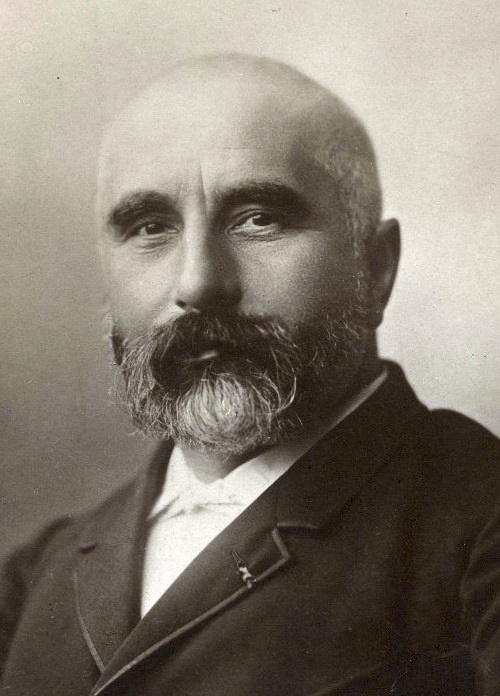
Charles André, fondateur de l'observatoire

Dès les années 1840, la ville de Lyon veut se doter d'un nouvel observatoire météorologique pour pouvoir anticiper les grandes crues comme celles de 1840 et 1856 qui ont détruit des centaines d'immeubles en pisé dans le centre-ville. Cependant ce projet évolue lentement et les appels d'Urbain Le Verrier, directeur de l'observatoire de Paris, en 1863, et de Claude Jourdan, doyen de la faculté des sciences de Lyon, en 1867 n'y changent rien,,. Le conseil municipal vote seulement l’embauche d’un nouveau directeur de l’observatoire existant en janvier 1868 : Antoine-Adrien Lafon,,. C’est la défaite à la guerre franco-allemande de 1870 qui va pousser le gouvernement à s’inspirer du modèle décentralisé allemand pour développer les facultés de province et redresser scientifiquement la France,,. Le 13 février 1873, un décret relatif aux observatoires de l’État initie la création d’un réseau d’observatoires provinciaux. Deux jours plus tard, le conseil municipal de Lyon délibère sur la création d’un nouvel observatoire.
Pour choisir l’emplacement de ce nouvel établissement, le maire anticléricaliste Désiré Barodet propose une « commission spéciale composée d’hommes compétents » mais la suppression de la mairie centrale l’empêche de se réunir. Le préfet conservateur Ducros compose alors une nouvelle commission comprenant Lafon, l’historien Antoine Dareste de La Chavanne et l’architecte en chef de la ville Abraham Hirsch. Cette commission choisit unanimement un site sur la commune de Sainte-Foy-lès-Lyon en février 1874,,.
Le 11 novembre 1876, Charles André, ancien astronome adjoint à l’observatoire de Paris et titulaire de la chaire d’astronomie physique de la faculté de Lyon, est nommé directeur du futur observatoire,,,,,. Cette nomination se fait au détriment de Lafon qui conserve toutefois la responsabilité des mesures météorologiques,.
Ignorant les travaux de la commission, Charles André propose en mai 1877 de construire l’observatoire sur la colline de Beauregard à Saint-Genis-Laval. Ce nouveau choix fait polémique car certains Lyonnais y voient l’intervention de l’observatoire de Paris,,. André rédige un rapport très détaillé sur ce nouveau site et justifie son choix avec la possibilité d’installer des mires lointaines (au mont Verdun et au signal de la Paume) et qu’ « il convient d’établir l’observatoire de telle façon que les lumières et les fumées de la civilisation ne puissent le gêner dans aucun avenir prévisible ». Le site a en réalité été choisi avec le concours du général François Perrier du Bureau des longitudes : les géodésiens sont déjà présents sur la colline et souhaitent profiter des installations du nouvel observatoire,,,. Ce nouveau site est validé par la commission le 19 juillet 1877.
L'observatoire de Lyon est officiellement créé par décret le 11 mars 1878 par le président Patrice de Mac Mahon, en même temps que ceux de Besançon et de Bordeaux,,.
La plupart des bâtiments sont construits entre 1880 et 1887 sous la supervision de Hirsch qui, parallèlement, menait une campagne de restauration de la chapelle de la Trinité, faisant disparaître une partie de l’ancien observatoire,. Hirsch et André visitent ensemble les observatoires de Strasbourg, Paris et Meudon pour s'inspirer notamment de l'architecture des coupoles. Deux stations météorologiques sont aussi construites au mont Verdun et au parc de la Tête d'or (aujourd’hui la ferme Lambert vouée à la botanique) pour faire des comparaisons avec les données recueillies à Saint-Genis-Laval,,,.

### Premières observations astronomiques

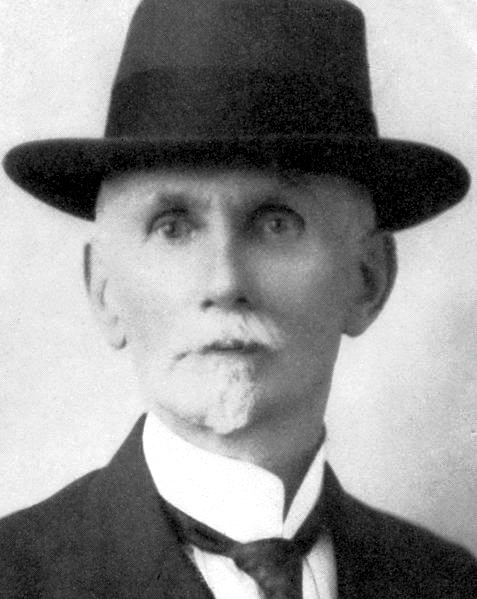
François Gonnessiat, premier astronome français à détecter les oscillation de Chandler

La mise en place des instruments à Saint-Genis-Laval et les premières observations sont réalisées dès 1880,,, notamment par François Gonnessiat, Émile Marchand, Michel Luizet et Georges Le Cadet,. En effet, Charles André défie rapidement l’autorité de Paris, qui veut lui imposer des astronomes formés à la capitale, en embauchant de jeunes étudiants lyonnais : Gonnessiat, responsable des observations méridiennes, est par exemple issu d’une modeste famille de l’Ain,,. Les premiers travaux du jeune observatoire concernent entre autres les étoiles doubles, les comètes, la surface du soleil, la météorologie, le champ magnétique terrestre et l’électricité atmosphérique,,.
À partir de 1880, l’observatoire assure un service horaire pour la ville de Lyon : il est chargé de déterminer l’heure de la ville grâce à des observations méridiennes. Ce service est assuré jusqu’en 1911, date à laquelle l’heure de Paris devient l’heure de la France métropolitaine,,.
Le nouvel observatoire de Lyon est officiellement inauguré le 18 décembre 1887 par le maire Antoine Gailleton.
En 1888, Émile Marchand est le premier à mettre en évidence un lien entre les taches solaires et les perturbations du champ magnétique terrestre. Un autre résultat important est obtenu en 1894 : Gonnessiat publie deux articles confirmant les oscillations de l'axe de rotation de la Terre, mises en évidence quelques années auparavant par l’américain Seth Carlo Chandler. Ces publications ont un retentissement international car c’est la première fois que ces oscillations sont observées depuis la France où les astronomes étaient particulièrement réticents face aux concepts de Chandler,,. La même année, les chercheurs sont contraints d’abandonner leurs travaux sur le magnétisme terrestre qu’ils menaient dans un pavillon construit sans fer à l’écart des autres bâtiments : une nouvelle ligne de tramway qui passe à proximité de l’observatoire fausse les mesures,,,.
Charles André décède subitement en 1912 et est remplacé par Jean Mascart (fils du physicien Éleuthère Mascart). Mascart, titulaire d’une chaire d’astronomie et professeur de calcul intégral, est un défenseur de l’éducation des filles et recrute à l’observatoire plusieurs jeunes femmes parmi ses élèves, dont Marie Bloch. En août 1913, Mascart lance le Bulletin de l’observatoire de Lyon, une publication personnelle grand public qui, dans un premier temps, traite majoritairement de météorologie (avec notamment des prévisions à l'échelle du mois) et d’agriculture mais peu d’astronomie. La publication est stoppée par la Première Guerre mondiale en juillet 1914 et reprend en 1920. Sa « Bibliographie rapide », tenue de façon mensuelle à partir de juillet 1925, eut un certain succès auprès des professionnels. Elle s’arrêtera définitivement en décembre 1931.
En 1920, l'Office national de météorologie est créé, ce qui conduit l'observatoire à réduire son service météorologique au profit de la station de Bron en 1921,. Cette dernière année est aussi celle de la création de l'Institut de physique du globe de Paris qui réduit les recherches de l'observatoire dans les domaines du magnétisme et de l'électricité atmosphérique,.
Un de principaux sujets d’étude de l’observatoire dans ses premières décennies est l’inventaire des étoiles variables : dès 1897, Michel Luizet mesure régulièrement leur magnitude,,. Cependant, la quantité d’étoiles est telle que les chercheurs demandent l'aide des astronomes amateurs de la région. Dans cette optique, est créé en 1921, l’Association française des observateurs d'étoiles variables,. Les observations des amateurs sont publiées dans le Bulletin de l’observatoire de Lyon puis dans le Bulletin de l’association française des observateurs d’étoiles variable à partir de 1932.

### Modernisation des recherches

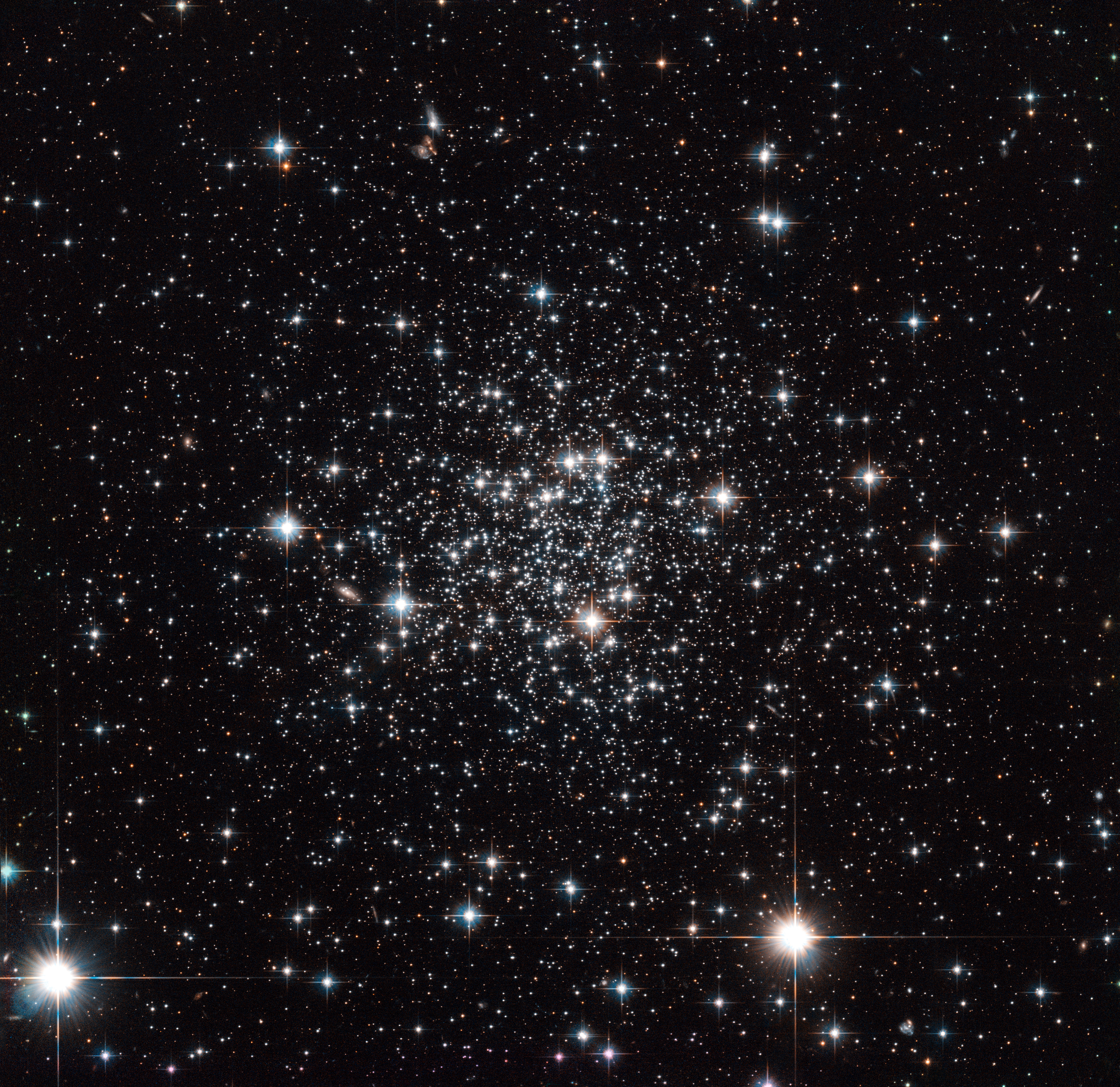
Terzan 7, un des amas globulaires identifiés par Agop Terzan à l'observatoire de Lyon

Le mandat de directeur de Jean Dufay (1933-1966) marque le passage d’une astronomie traditionnelle, qui avait peu évoluée depuis cinquante ans, à une astrophysique plus moderne. À cette époque, l’observatoire ne compte que six personnels titulaires en dehors des stagiaires et de nombreuses « petites mains » principalement féminines. Environ une trentaine d’articles scientifiques étaient alors publiés chaque année sur des sujets tels que les étoiles variables, la photométrie stellaire, la spectroscopie des comètes et du Soleil, la lumière du ciel nocturne, la climatologie ou la géophysique. Les observations méridiennes, les relevés météorologiques et la rédaction de catalogues d’étoiles sont en revanche progressivement réduits durant le mandat de Dufay.
En 1934, Jean Dufay et Marie Bloch observent pour la première fois les bandes d'absorption du cyanogène dans le spectre de la Nova Herculis,. Ce résultat encourage les astronomes à poursuivre cette nouvelle dynamique de l’observatoire.
En 1939, l’observatoire est touché par les événements de la Seconde Guerre mondiale. Seule Marie Bloch, d’origine juive, est contrainte de quitter son poste mais les activités des chercheurs sont officiellement réorientées vers des « problèmes relatifs à la navigation aérienne ». Le 17 juin 1940, les instruments sont démontés et le personnel quitte Saint-Genis-Laval pour l’observatoire de Bordeaux sur ordres du nouveau CNRS. Le site est occupé par des troupes allemandes du 19 au 23 juin mais seuls quelques documents et petits instruments sont volés. Le personnel regagne Saint-Genis-Laval en juillet. Les travaux scientifiques reprennent difficilement en raison des problèmes de ravitaillement et du manque de nouvelles des observatoires étrangers. La situation redevient très délicate après le débarquement de Provence : 120 prisonniers sont massacrés au fort de Côte-Lorette à quelques centaines de mètres de l’observatoire et des combats entre le maquis et les soldats allemands ont lieu à proximité. À la fin de la guerre, les activités scientifiques reprennent relativement rapidement grâce à des collaborations avec l’observatoire de Haute-Provence dont Dufay est également le directeur.
Jusqu’à la fin des années 1970, l’observatoire bénéficie d’une augmentation de son budget qui lui permet de nouvelles embauche et des développements technologiques. Il devient particulièrement reconnu dans le domaine de la spectroscopie et pour ses travaux en photométrie et spectrophotométrie consacrés à la formation stellaire, au centre galactique, à la structure des galaxies, à la classification des nébuleuses et, plus tard grâce aux premiers grands télescopes, au milieu extragalactique,. L'astronome Agop Terzan découvre par exemple, durant ses 30 ans de carrière à Lyon, plusieurs milliers de nouveaux objets célestes.
En 1974, l’observatoire se dote d’un télescope Ritchey-Chrétien d’un mètre destiné à des études de photométrie mais la pollution lumineuse de la métropole lyonnaise est en train de devenir trop importante pour faire des observations astronomiques à des fins de recherche.
En 1976, Guy Monnet devient directeur de l'observatoire. Il crée une équipe vouée à l'étude de la cinématique des étoiles et des galaxies. En 1987, en collaboration avec l’observatoire de Marseille, l'observatoire achève TIGRE, le premier spectrographe intégral de champ qui permet d’observer et d’analyser simultanément les galaxies,,. L’observatoire met également au point CÉDIMU, une caméra infrarouge destinée à l’étude des naines brunes grâce à une mosaïque de 4000 capteurs,.

### Création du centre de recherche astrophysique de Lyon

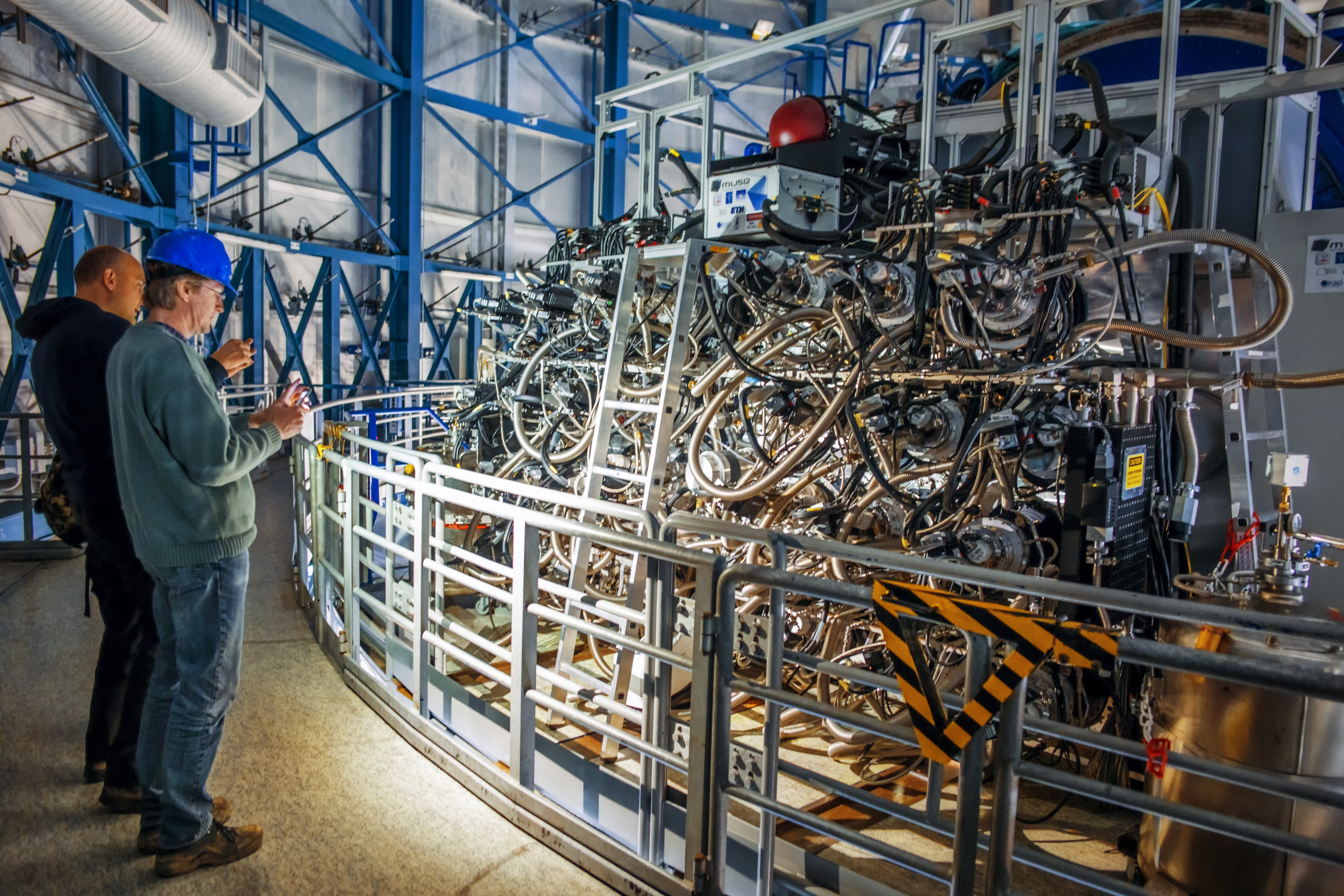
MUSE installé sur l'UT4 du VLT

Le Centre de recherche astrophysique de Lyon (CRAL) est créé en 1995, ce qui permet de donner un nouvel élan aux activités de l’observatoire. Le CRAL résulte de la fusion des activités de l’observatoire, du groupe d’astrophysique de l’École normale supérieure de Lyon (ENS Lyon) et d’une équipe parisienne spécialisée dans la haute résolution angulaire,,. Cette unité mixte de recherche (UMR 5574) se trouve sous les tutelles de l’université Claude-Bernard-Lyon-I, du Centre national de la recherche scientifique et de l’ENS Lyon. Il fait aussi partie de la COMUE Université de Lyon.
Les conditions à Saint-Genis-Laval étant devenues trop mauvaises pour faire des observations astronomiques à des fins de recherche, le CRAL s’est spécialisé dans la recherche fondamentale et dans le domaine de l’instrumentation où il a acquis une renommée internationale. Les observations se font maintenant lors de missions dans d’autres observatoire et sont analysée à Saint-Genis-Laval.
De 2004 à 2014, le CRAL a piloté la construction du spectromètre MUSE qui équipe le Très Grand Télescope de l'Observatoire européen austral au Chili,. Il participe également à la conception des instruments NIRSpec et HARMONI ainsi qu'à des travaux sur l’optique adaptative et la mise au point d’étoile guide laser,. En dehors de ces projets instrumentaux, les chercheurs travaillent sur des sujets très variés comme les naines brunes, l’origine de l’Univers, les galaxies, l’imagerie infrarouge, l'évolution stellaire, les exoplanètes, la formation planétaire, la matière noire, la morphologie du fond diffus cosmologique, la cosmologie observationnelle, etc.,,,
En 2013, le Laboratoire de géologie de Lyon : Terre, planètes, environnement (LGL-TPE) rejoint le CRAL dans l’OSU « Observatoire de Lyon » et partage depuis une unité d'appui et de recherche, COMET, avec lui. Le LGL-TPE s’intéresse à de nombreuses thématiques de recherche dont les dynamiques planétaires, la lithosphère, l’apparition de la vie sur Terre ou les paléoenvironnements. Il participe également à des missions spatiales comme le programme ExoMars de l'Agence spatiale européenne et c’est une de ses équipes qui a découvert Oxia Planum, le lieu d’atterrissage de son rover.

## Liste des directeurs successifs et personnalités liées
| Début | Fin      | Nom                   | Qualité |
| ----- | -------- | --------------------- | --- |
| 1878  | 1912     | Charles André         | Fondateur de l'observatoire, Prix Lalande de l'Académie des sciences (1874) Prix Trémont de l'Académie des sciences (1876) Titulaire d'une chaire d'astronomie physique à la faculté des sciences de Lyon (1877), Membre d'honneur de la Société française de photographie (1877) Membre émérite de l'Académie des sciences, belles-lettres et arts de Lyon (1878), Membre de la Société d'anthropologie de Lyon (1881) Correspondant du Bureau des longitudes (1889) Membre de la Société de géographie de Lyon (1892) Prix Valz de l'Académie des sciences (1901) Correspondant de l'Académie des sciences (1902), Membre correspondant de l'Académie de Vaucluse (1903), Officier de la Légion d’honneur (1906), |
| 1912  | 1933     | Jean Mascart          | Membre fondateur de l'Association française des observateurs d'étoiles variables Titulaire de la chaire d'astronomie de la faculté des sciences |
| 1933  | 1966     | Jean Dufay            | Vice-président de la Société astronomique de France Membre du conseil de la Société française de physique Membre de la Société royale des sciences de Liège Prix Camille Flammarion de la Société astronomique de France (1932) Prix Valz de l'Académie des sciences (1932) Directeur de l'observatoire de Haute-Provence (1936-1965) Membre de l'Académie des sciences, belles-lettres et arts de Lyon (1946) Correspondant du Bureau des longitudes (1946) , Associé de la Royal Astronomical Society (1954), Titulaire d'une chaire d'astronomie à la faculté des sciences de Lyon (1955) , Prix Dorothea Klumpke - Isaac Roberts de la Société astronomique de France (1958) Commandeur dans l'Ordre des Palmes académiques (1958) , Officier de la Légion d'Honneur (1960) Correspondant (1961) puis membre non résident (1963) de l'Académie des sciences, Prix Jules-Janssen de la Société astronomique de France (1963) |
| 1966  | 1976     | Joseph-Henri Bigay    | Maître de recherches au CNRS (1953) |
| 1976  | 1986     | Guy Monnet            | Astronome du corps des astronomes et physiciens Directeur de l'observatoire de Marseille (1971-1976), Directeur de l'observatoire Canada-France-Hawaï (1987-1993), Membres émérites de l'Académie des sciences, belles-lettres et arts de Lyon (1978) Prix Kodak-Pathé-Landucci de l'Académie des sciences (1993) Responsable de l'instrumentation de l'Observatoire européen austral (1995-2007), Responsable scientifique du projet de Télescope géant européen (2007-2009) Directeur de l'équipe d'instrumentation de l'observatoire astronomique australien (2010-2011), Médaille Tycho Brahé de la Société européenne d'astronomie (2019) |
| 1986  | 1995     | Jean-Claude Ribes     | Président de la Société astronomique de France (1993-1997) Membre de l'Académie des sciences de New York |
| 1995  | 2005     | Roland Bacon          | Directeur de recherche au CNRS Directeur du Centre de recherche astrophysique de Lyon (1995-2005) Group Achievement Award de la Royal Astronomical Society avec l'équipe SAURON (2013) Prix Deslandres de l'Académie des sciences (2017) Médaille Manne Siegbahn de la Fondation Nobel (2018) Médaille Jackson-Gwilt de la Royal Astronomical Society (2020) |
| 2005  | 2015     | Bruno Guiderdoni (en) | Directeur de recherche au CNRS Chargé de mission à l'Institut national des sciences de l'univers (2017-) Directeur du Centre de recherche astrophysique de Lyon (2005-2015) |
| 2015  | 2022     | Isabelle Daniel       | Professeure à l'université Claude-Bernard-Lyon-I Membre de l'Institut universitaire de France |
| 2022  | 2025     | Bruno Guiderdoni      | |
| 2025  | en cours | Emanuela Mattioli     | Professeure à l'université Claude-Bernard-Lyon-I Membre de l'Institut universitaire de France |

D'autres personnalités scientifiques ont également fréquenté l'observatoire de Lyon en tant qu'étudiant ou chercheur :
- Émile Marchand (1852-1914), étudiant à l'observatoire puis directeur de l'observatoire du Pic du Midi ;
- François Gonnessiat (1856-1934), astronome à Lyon puis directeur des observatoires de Quito et d'Alger, prix Lalande en 1889 ;
- Georges Le Cadet (1864-1933), astronome-adjoint à Lyon puis directeur de l'observatoire central d'Indochine ;
- Michel Luizet (1866-1918), astronome-adjoint, grand spécialiste français des étoiles variables ;
- Joanny-Philippe Lagrula (1870-1941), astronome à Lyon puis directeur de l'observatoire de Quito après Gonnessiat ;
- Charles Gallissot (1882-1956), astronome à Lyon de 1906 à 1924 puis à Marseille et premier directeur de l'observatoire de Lille en 1934 ;
- Marie Bloch (1902-1979), prix Lalande en 1960 ;
- Henri Andrillat (1925-2009), aide-astronome à Lyon puis professeur à la faculté des sciences de Montpellier ;
- Agop Terzan (1927-2020), astronome à Lyon de 1967 à 1998, découvreur de plusieurs milliers d'objets célestes ;
- Francis Albarède (1947-), professeur à l'École normale supérieure de Lyon et géochimiste au LGL-TPE, médaille d'argent du CNRS en 1988 ;
- Isabelle Vauglin (1961-), astronome à Lyon, spécialiste en instrumentation infrarouge, présidente de l'association Femmes et Sciences.
- Hélène Courtois (1970-), professeure à l'UCBL, astrophysicienne au CRAL puis à l'IP2I, codécouvreuse de Laniakea ;
- Léa Bello (1987-), vidéaste scientifique, ancienne doctorante de l'observatoire ;
- Janne Blichert-Toft, directrice de recherche au CNRS et géochimiste au LGL-TPE, médaille d'argent du CNRS en 2012 ;
- Gilles Chabrier, directeur de recherche au CNRS, médaille d'argent du CNRS en 2006 et médaille d'or de la Royal Astronomical Society en 2024 ;
- Isabelle Baraffe, astrophysicienne théorique en détachement à l'université d'Exeter, prix Fred Hoyle en 2024.

## Activités scientifiques et projets instrumentaux

### Champs d'études des équipes de recherche du CRAL
- Physique fondamentale, physique statistique, cosmologie théorique
- Formation et évolution des galaxies, cosmologie observationnelle
- Structure et formation stellaire et planétaire
- Traitement des données astronomiques, science des données, traitement du signal
- R&D imagerie à très haute dynamique

### Projets instrumentaux du CRAL
- 1987 : TIGER (Traitement Integral des Galaxies par l'Etude de leur Raies), le premier spectrographe 3D réalisé par les observatoires de Lyon et de Marseille pour le telescope CFHT à l'aide de micro-lentilles[49].
- 1997 : OASIS (Optically Adaptive System for Imaging Spectroscopy), spectrographe basé sur le même concept que TIGRE. OASIS est couplé à un système d'optique adaptative pour corriger les fluctuations de l'atmosphère. Il a d'abord été installé sur le télescope Canada-France-Hawaï avant d'être déplacé sur le télescope William-Herschel, aux Canaries[26],[27].
- 1999 : SAURON (Spectrographic Areal Unit for Research on Optical Nebulæ), spectrographe 3D destiné à l'étude de la dynamique des galaxies proches réalisé en collaboration avec l'observatoire de Leyde et l'université d'Oxford. Il a équipé le télescope William-Herschel avant d'être exposé temporairement au musée des Confluences de Lyon[26],[27].
- 2004 : SNIFS (SuperNova Integral Field Spectrograph), spectrographe 3D spécialisé dans l'observation et le suivi des supernovæ de type 1a et l'étude de l'expansion de l'Univers. Il est installé sur le télescope de 2,2 mètres de l'Université d'Hawaï[27].
- 2014 : MUSE (Multi Unit Spectroscopic Explorer), spectrographe intégral de champ installé sur le Très Grand Télescope à Paranal au Chili de l'Observatoire austral européen. Sa conception a été pilotée par le CRAL et six autres laboratoires ont également participé à son développement de 2004 à 2014[27],[50].
- 2018 : NIRSpec (Near-Infrared Spectrograph), spectrographe multi-objets et 3D fonctionnant dans le proche infrarouge qui équipera le futur télescope spatial James-Webb. Le CRAL a réalisé son logiciel de simulation des performances[50] et fait le lien entre les laboratoires et l'industriel EADS Astrium chargé de réaliser l'instrument[27].
- 2021 : 4MOST (4-metre Multi-Object Spectroscopic Telescope), spectrographe très grand champ multi-objets à fibre optique destiné au télescope VISTA de l'Observatoire austral européen à Paranal au Chili. Le CRAL réalise les deux spectrographes de moyenne résolution spectrale[50].
- 2024 : HARMONI (High Angular Resolution Monolithic Optical and Near-infrated Integral field spectrograph), spectrographe 3D à intégral de champ mono-objet fonctionnant dans le visible et le proche infrarouge couplé à deux systèmes d'optique adaptative. Il sera l'un des premiers instruments du futur Télescope géant européen et est destiné à l'étude de la formation des galaxies et des exoplanètes. Le CRAL réalise les modules de découpage du champ et les optiques relai[50].
- 2030 : BLueMUSE (Blue Multi Unit Spectroscopic Explorer), spectrographe intégral de champ en développement pour le Très Grand Télescope à Paranal au Chili de l'Observatoire austral européen[51].

### Thématiques de recherche du LGL-TPE
- Terre et planètes : origine de la Terre et des planètes, géologie planétaire, géodynamique, sismologie globale, surface planétaire, minéralogie.
- Surface et lithosphère : formation et évolution des reliefs, flux et enregistrements sédimentaires, contrôle technique de l’érosion et de la sédimentation.
- Biosignature et vie primitive : environnements prébiotiques, reconnaissance et caractérisation des premières traces de vie, dynamique des première biodiversifications animales, métabolisme isotopique des métaux essentiels à la vie, adaptation des micro-organismes, fonctionnement biogéochimique des environnements aquatiques primitifs extrêmes.
- Paléoenvironnement et paléobiodiversité  : interactions environnement-biosphère, impact de la température sur l'histoire de la vie, fonctionnement des océans, cycles géochimiques.

### Base de données LEDA
La Lyon-Meudon Extragalactic Database (LEDA) est une base de données et un ensemble d'outils destinés à l'étude des galaxies et de la cosmologie. Ce projet a débuté en 1983 et il est le résultat d'une collaboration entre l'observatoire de Lyon et l'observatoire spécial d'astrophysique en Russie. En 2017, la base de données renfermait plus de cinq millions d'objets.
Le LEDA est devenu le HyperLEDA au cours de l’année 2000 après avoir fusionné avec le HyperCAT.

## Principaux instruments

### Lunette équatoriale coudée
Conçue par Maurice Lœwy et mise en service en 1887, la lunette coudée de l'observatoire de Lyon est l'une des sept qui furent construites dans le monde et la dernière encore dans son état d'origine. Ce modèle offrait notamment de meilleures conditions d'observation (l'oculaire était fixe, les observations se font depuis l'intérieur d'un bâtiment) et une meilleure stabilité (avec un point d'appui au milieu du tube). Malheureusement, ces avantages étaient contrebalancés par des inconvénients optiques (alignements plus difficiles à obtenir) et une grande complexité mécanique. Cependant, la lunette coudée de l'observatoire a permis de faire de nombreuses mesures pendant plus de 50 ans, notamment sur les surfaces planétaires, les étoiles doubles et les taches solaires (on projetait alors l'image sur une surface blanche).
Caractéristiques techniques : objectif de 350 mm (diaphragmé à 320 mm),, doublet achromatique, distance focale de 7,8 m, moteur à poids.

### Télescope de1 mètre
Financé en 1974 grâce à une dotation du conseil général du Rhône, ce télescope Ritchey-Chrétien destiné à des études de photométrie a été construit par les Chantiers de l'Atlantique pour la structure porteuse, l'observatoire de Marseille pour la partie optique et l'observatoire de Lyon pour les parties cinématique et électronique,. Dans les années 1970, la pollution lumineuse du site de Saint-Genis-Laval était déjà suffisamment importante pour empêcher de bonnes observations même avec un télescope de cette taille. De 1976 à 1983, le télescope est donc déplacé à l'observatoire de Gornergrat, en Suisse. Si le site semble prometteur, les observations sont rendues très mauvaises à cause de l'humidité et des perturbations atmosphériques dues aux activités hôtelières qui créent d'importantes sources de chaleur. Le télescope est donc transféré de nouveau à Saint-Genis-Laval où il est utilisé un temps pour tester les photomètres développés par l'observatoire comme le spectrographe OASIS. Aujourd'hui il sert principalement à l’enseignement et à la diffusion des savoirs auprès du grand public.
Caractéristiques techniques : télescope de type Cassegrain (modèle Ritchey-Chrétien) ; miroir principal de 1 mètre ; distance focale de 8 mètres ; monture en fourche.

### Grande lunette méridienne
La grande lunette méridienne a été conçue par Wilhem Eichens et offerte par le mécène Raphaël Bischoffsheim en 1880,. Cet instrument était utilisé pour assurer le service horaire de la ville de Lyon, pour réaliser des cartes du ciel et pour déterminer la position des pôles. Classée monument historique depuis 2007, elle est exposée dans le parcours permanent Origines du musée des Confluences.
Caractéristiques techniques : focale de 2 m avec ouverture de 15 cm.

### Autres équipements
- Lunette méridienne de passage de 6 cm (Rigaud - 1880)[4]
- Lunette équatoriale de 16 cm (Émile Brunner - 1882)[4]
- Sidérostat avec lunette de 32 cm (1908)
- Lunette équatoriale de 16 cm (Eichens)
- Télescope de 60 cm

En plus de ces instruments, l'observatoire possède une galerie souterraine de 130 m de long construite en 1882. Cette galerie voutée permettait de réaliser des expériences d'optique sur la diffraction.

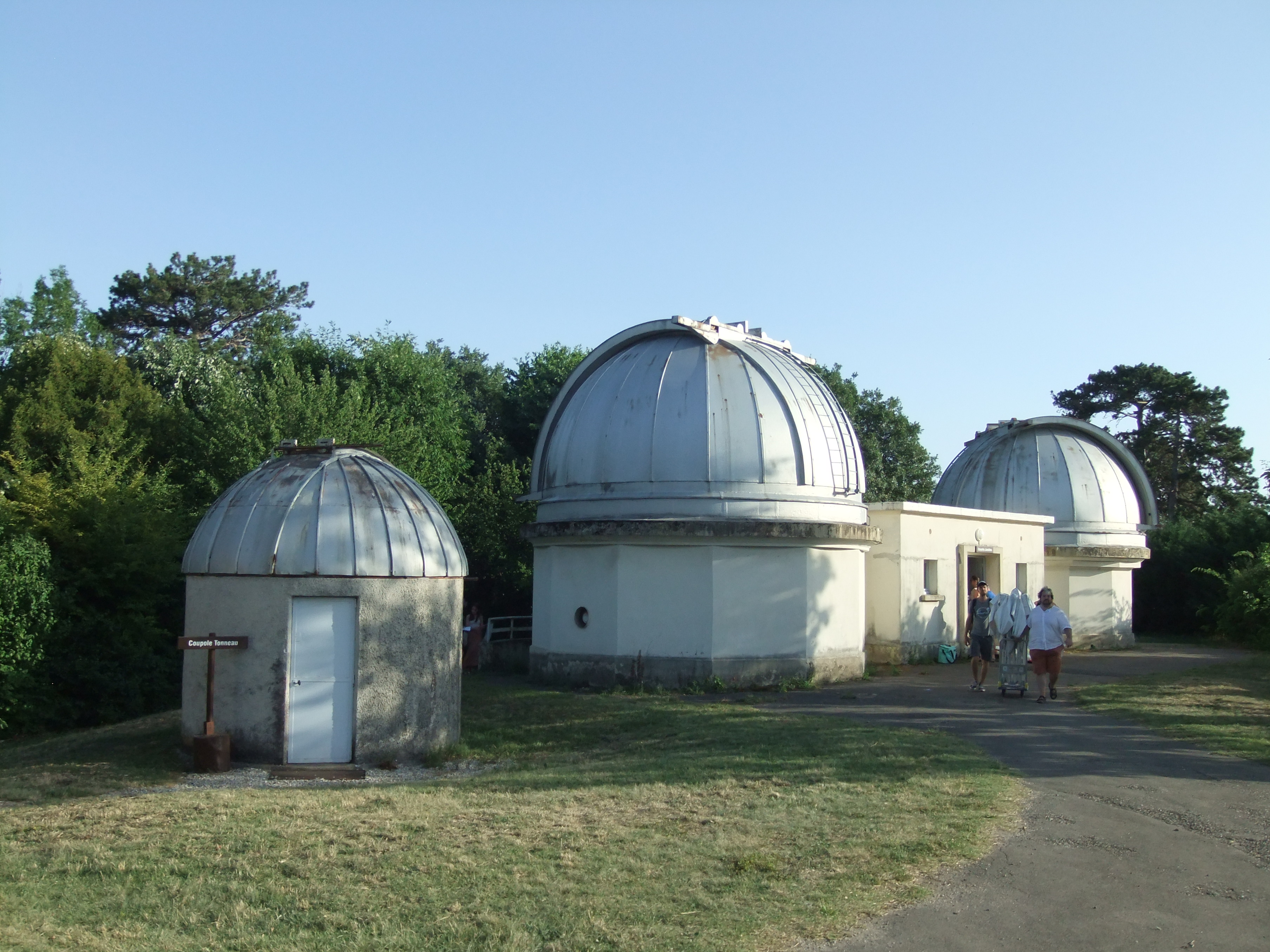
Coupoles jumelées abritant les télescopes de 1 m et 60 cm
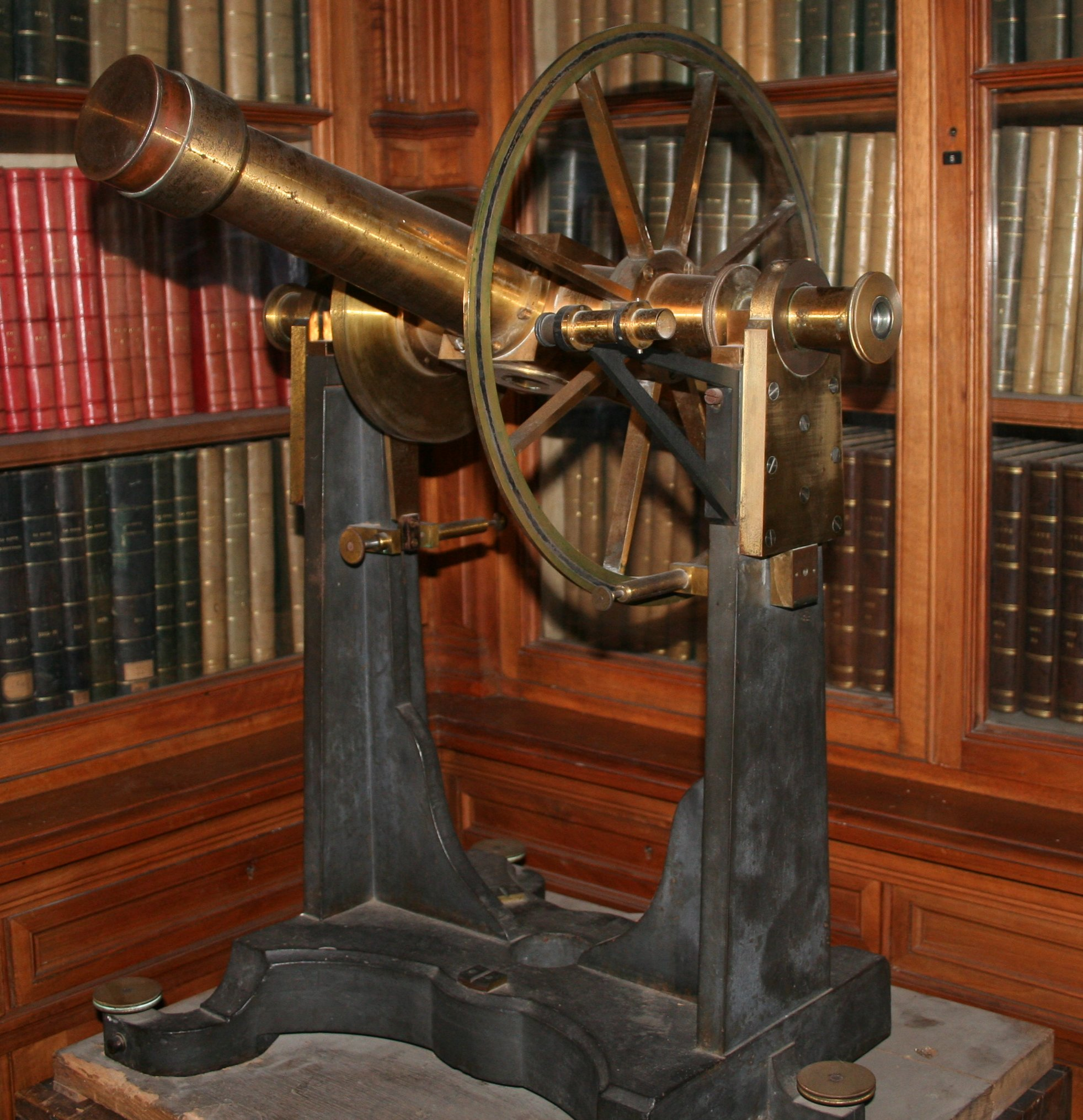
Petite lunette méridienne
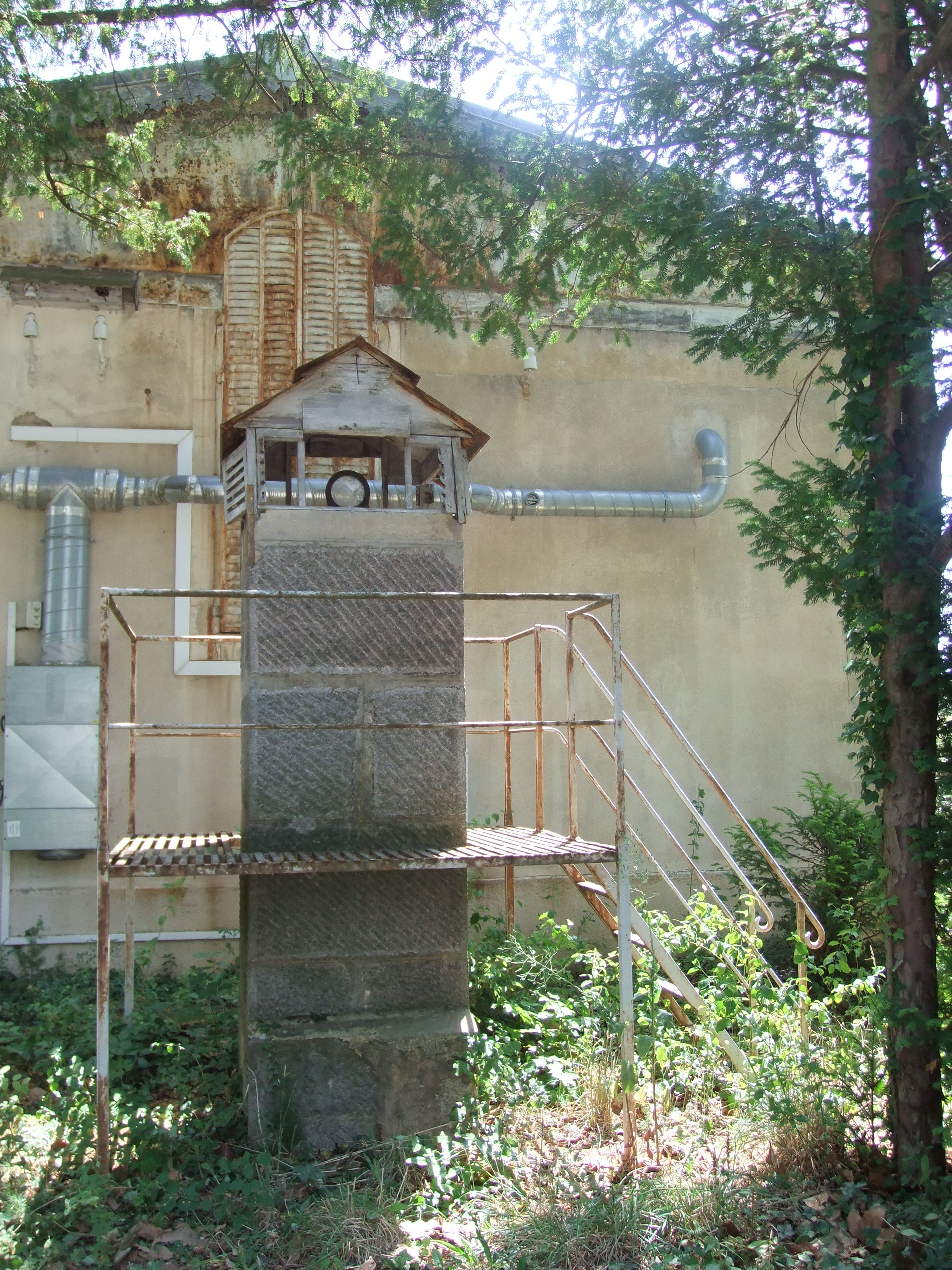
Plot d'alignement de la lunette méridienne
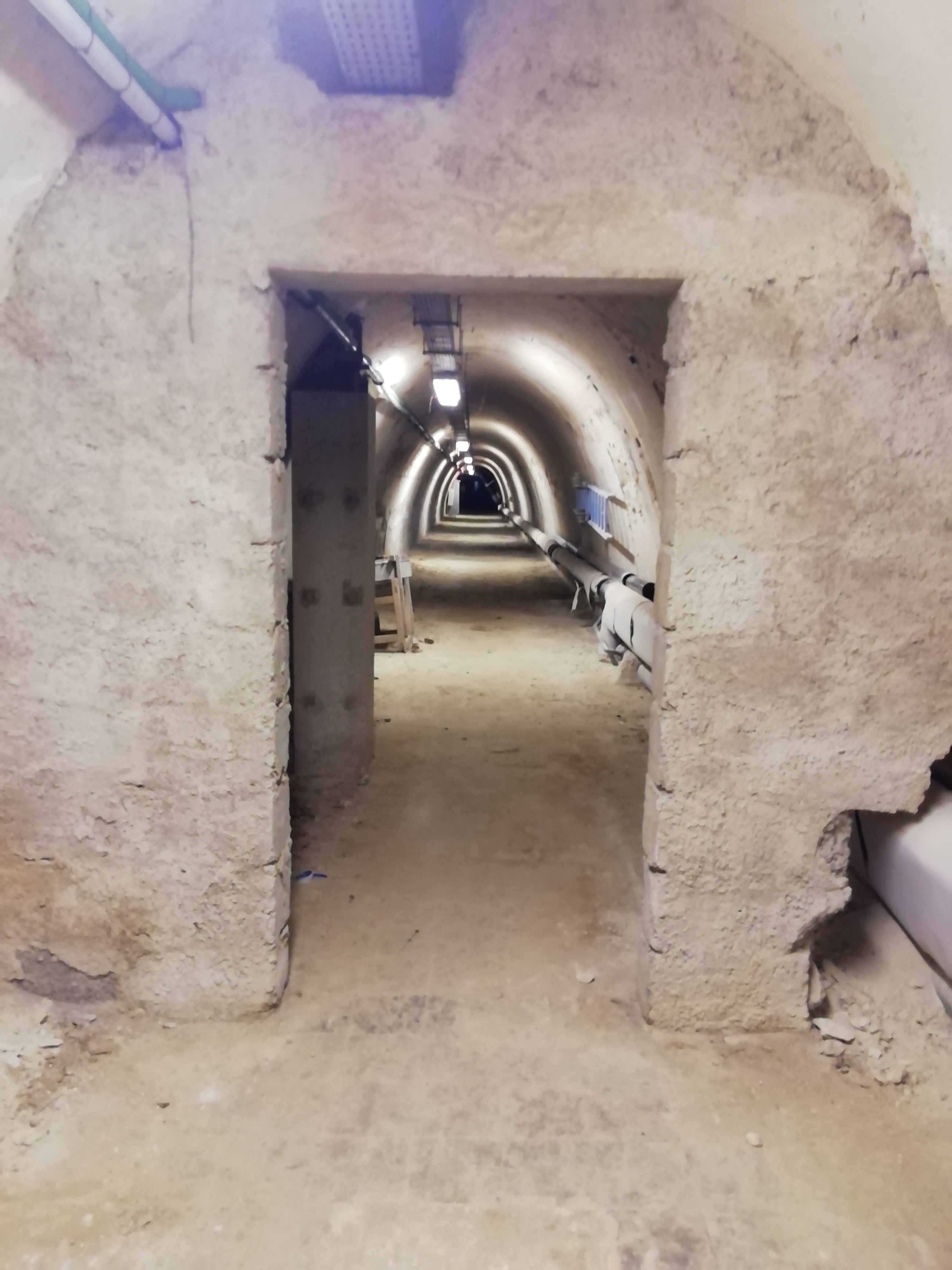
La galerie souterraine d'experiences optiques

## Dans la fiction et les médias
- Les romans fantastiques pour la jeunesse La Minute qui n'existe pas (2006) et Le Grenier des étoiles (2009) de Maryvonne Rippert se déroulent à l'observatoire de Lyon.
- Les locaux de l'observatoire apparaissent dans deux courts métrages documentaires : De Ptolémée aux neutrinos co-produit par Cap Canal (2012) et MUSE, la machine à explorer le temps co-produit par le CNRS (2017).